# 凸版印刷 (香港)

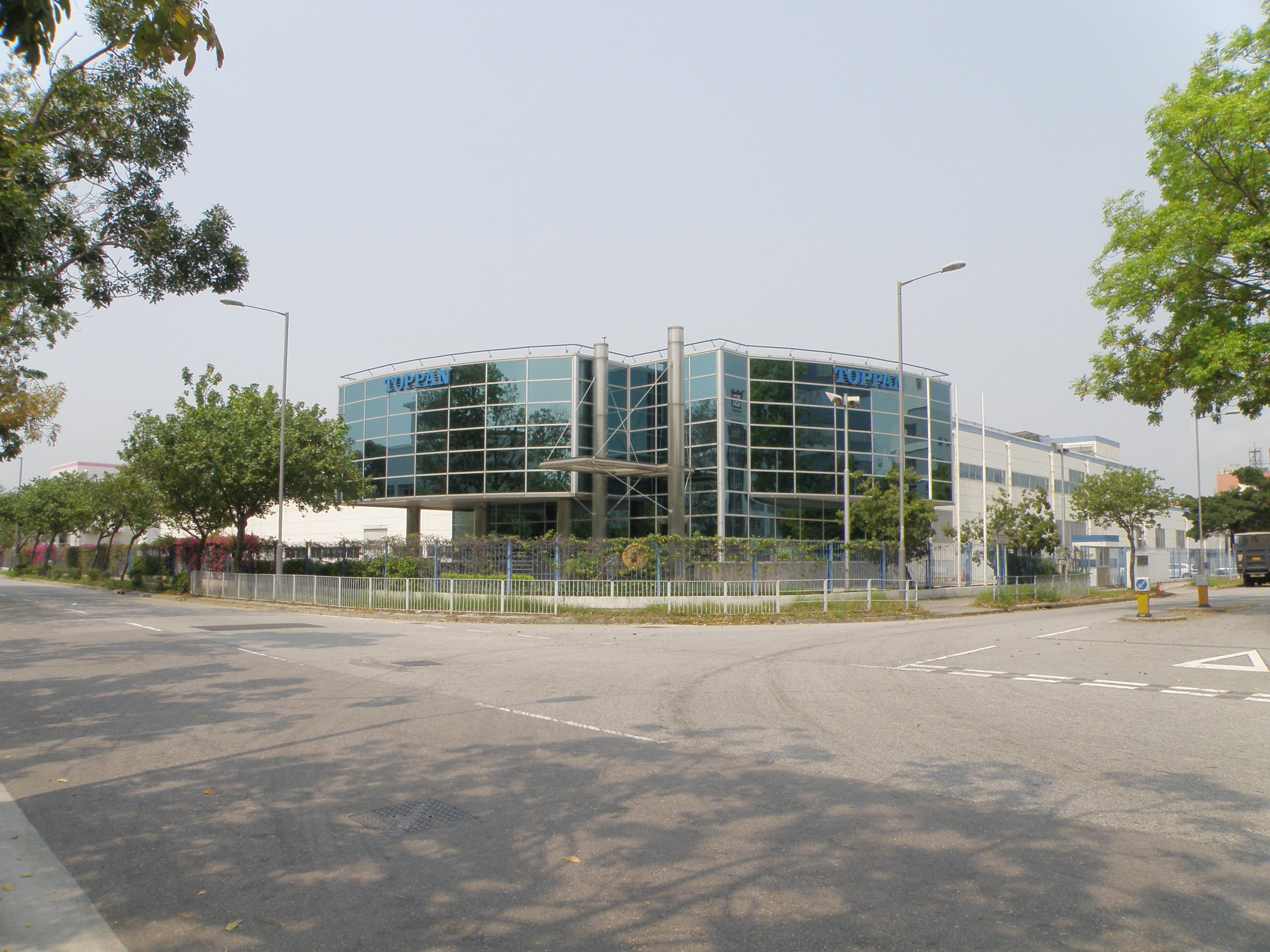
凸版印刷（香港）元朗廠房

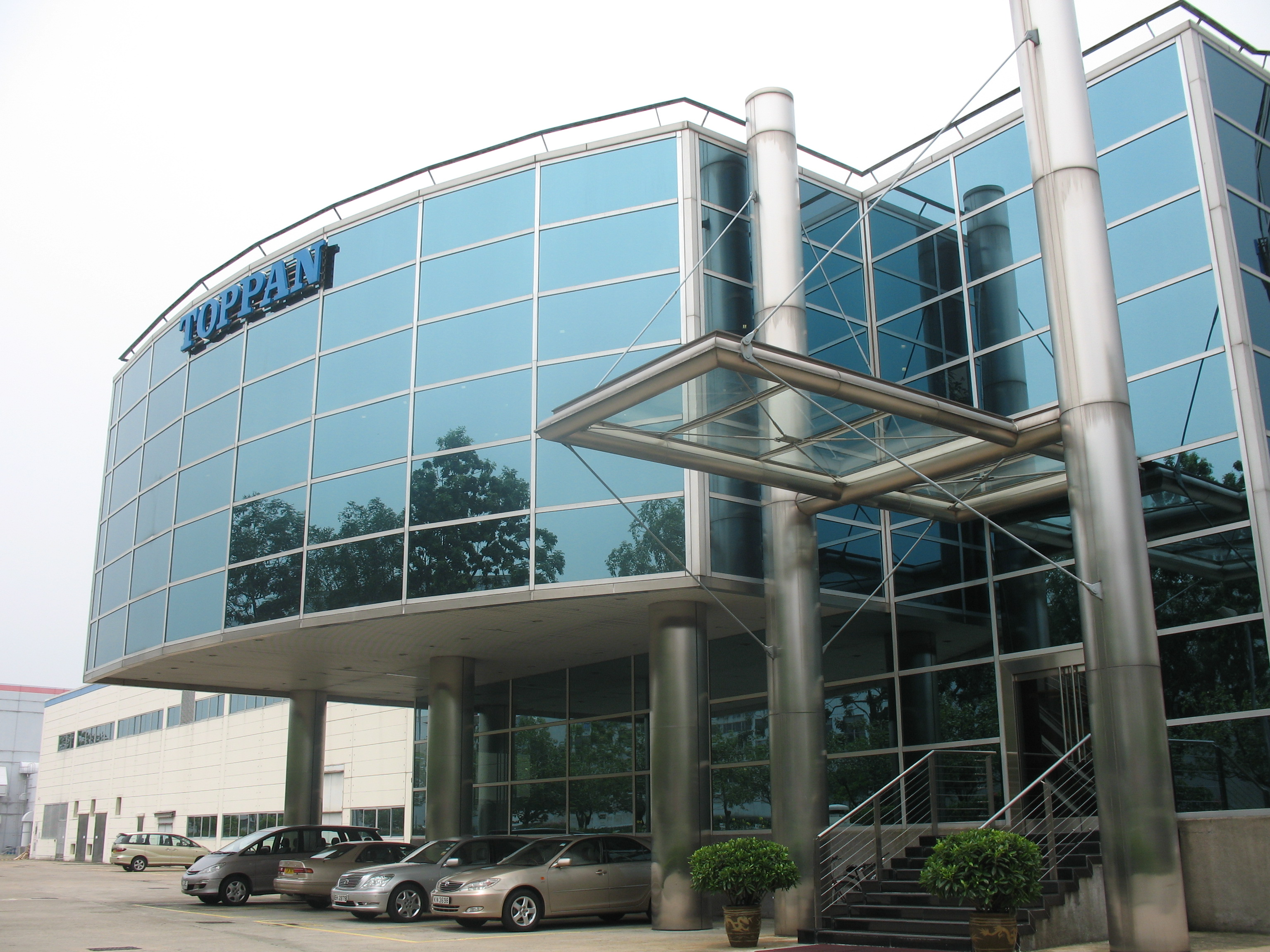
凸版印刷（香港）元朗廠房入口

凸版印刷（香港）有限公司是日本凸版印刷的海外分公司，在1963年於香港創立。通稱凸版（Toppan）。

## 企業概要
在剛成立時，廠址位於香港鰂魚涌英皇道979號（現太古坊濠豐大廈），而在當時主要股東為凸版印刷（日本總社）及以個人名義參與的胡仙，但由於當時凸版印刷（香港）在成立初期短時間內沒有太大發展，因此胡仙於不久後退出，使公司變成全為日資擁有。
1995年9月，由於希望擴大生產力而進行擴充，遷進了元朗創新園，廠房設計為2層式平房，辦事處與工場位於同一建築物之內。工場內擁有7台捲筒紙印刷機、6台單張紙印刷機（2007年8月）及其他大型設備，在東南亞之中頗具規模。該社為香港之中較大型的印刷會社，其主要服務對像為香港本地、美國、歐洲及澳洲等。
凸版印刷（香港）在元朗的工廠於2017年12月31日結束印刷業務，並稱未來業務將轉移至數碼產品，並會利用「信息及通信技術」作為增值推廣服務。

## 關連企業
- 凸版印刷株式会社（日本總社）
- 凸版國際物流（香港）有限公司
- 凸版資訊（香港）有限公司
- 凸版印刷（深圳）有限公司
- 凸版印刷（聯合王國）有限公司

## 主要競爭對手
- 出版之友（星島新聞集團旗下）
- 百樂門印刷（壹傳媒旗下）
- 美高印刷
- 基亞印刷
- 泰業印刷（經濟日報集團旗下）

## 外部連結
- （日語）